# ピーター・バンクス
ピーター・バンクス（Peter Banks、1947年7月15日 - 2013年3月7日）は、イングランドのギタリスト。プログレッシブ・ロック・バンド「イエス」のオリジナル・メンバーとして知られる。

## 経歴
ロンドン北部にあるチッピングバーネット出身。1950年代のイギリスのスキッフル・ブームの影響で、両親に買ってもらったロニー・ドネガンのレコードに夢中になった。7歳の頃、両親に買ってもらった安物のギターを弾き始め、16歳に時に初めてバンド演奏を経験した。
幾つかのローカル・バンドを経て、1966年にザ・シンというバンドに加入してプロ・デビュー。このバンドには後に共にイエスのメンバーとなるベーシストのクリス・スクワイアがいた。
ザ・シンが解散した後、スクワイアとともにメイベル・グリアーズ・トイショップに参加。その後、ニート・チェンジというバンドを経て、メイベル・グリアーズ・トイショップに復帰。
復帰してバンド名を「イエス」にしようと提案する。少ない文字数の名前だとポスターに大きな文字で印刷されるという利点を考えてのことだった。尊敬するザ・フーの名前から影響されたとも発言している。他のメンバーから「とんでもない!」と反対があったが、「メイベル・グリアーズ・トイショップという名前のほうがとんでもないじゃないか!」と言って説得した。彼の案が受け入れられて、メイベル・グリアーズ・トイショップはイエスと改名した。
イエスの最初の2作のアルバム『イエス・ファースト・アルバム』（1969年）と『時間と言葉』（1970年）に参加したが、『時間と言葉』をレコーディングした時にオーケストラの導入を巡って他のメンバーと意見が対立し、発表後に解雇された。
1971年に、フラッシュを結成。『フラッシュ』『イン・ザ・キャン』『アウト・オブ・アワ・ハンズ』の3枚のアルバムを発表後、1973年に解散した。
フラッシュ解散後、当時の妻Sydney Foxxをボーカリストに擁してエンパイア（Empire）を結成して、1974年から1978年にかけて3作のアルバムを制作した。これらは当時発表されず、1995年から1996年にかけてThe Peter Banks Musical Estateによる発掘発売という形で世に出た。1作目のアルバムにはフィル・コリンズが客演した曲がある。
2003年、ザ・シンの再結成に参加するが、2004年に離脱。
2013年3月7日、ロンドンの自宅にて心臓疾患で死亡しているのが発見された。享年65歳。

## ディスコグラフィ

### ソロ・アルバム
- 『トゥ・サイズ・オブ・ピーター・バンクス <二面性>』 - Two Sides of Peter Banks (1973年)
- Instinct (1994年)
- Self-Contained (1995年)
- Reduction (1997年)
- Can I Play You Something? (1999年) ※1964年-1968年音源のコンピレーション
- 『セルフ・コンテインド・トリロジー』 - The Self-Contained Trilogy (2018年) ※『Instinct』『Self-Contained』『Reduction』をまとめてリイシュー。The Peter Banks Musical Estate（PBME-002-CD）[11]
- 『ビー・ウェル、ビー・セーフ、ビー・ラッキー:アンソロジー』 - Be Well, Be Safe, Be Lucky... The Anthology (2018年)  ※未発表曲を含むコンピレーション。The Peter Banks Musical Estate（PBME-003-CD）[12]
- 『クロスオーヴァー』 - Crossover (2020年) ※デヴィッド・クロス&ピーター・バンクス名義

### ザ・シン
- 『オリジナル・シン』 - Original Syn: Complete History of The Syn 1965-1969 (2005年)[13]

### イエス
- 『イエス・ファースト・アルバム』 - Yes (1969年)
- 『時間と言葉』 - Time And a Word (1970年)
- 『イエスタデイズ』 - Yesterdays (1974年) ※1969年-1970年のコンピレーション
- 『イエスイヤーズ』 - Yesyears (1991年) ※コンピレーション・ボックス・セット
- 『BBC セッション1969-1970 サムシングス・カミング』 - Something's Coming: The BBC Recordings 1969–1970 (1997年) ※『Beyond And Before』『Astral Traveller』のタイトルの盤もある

### フラッシュ
- 『フラッシュ』 - Flash (1972年)
- 『イン・ザ・キャン』 - In the Can (1972年)
- 『アウト・オブ・アワ・ハンズ』 - Out of Our Hands (1973年)
- Psychosync (1997年) ※1973年のラジオ放送音源。ブートレッグをパッケージを含めてそのままコピーしてオフィシャル盤として発売したもの
- 『フラッシュ・イン・パブリック - フィーチャーリング・ピーター・バンクス』 - In Public featuring Peter Banks (2013年) [14]※1973年のライブ音源

### エンパイア
- Mark I (1996年) [8]※録音は1973年
- Mark II (1996年) [9]※録音は1974年
- Mark III (1997年) [10]※録音は1979年
- 『ザ・マーズ・テープス』 - The Mars Tapes (2014年) [15]※録音は1979年
- The Complete Recordings (2017年）※The Peter Banks Musical Estate（PBME-001-CD）[16][17]
- The Best Of Empire（2021年）※The Peter Banks Musical Estate（PBME-005-CD）[18]

### ハーモニー・イン・ダイヴァーシティ
- Trying (2006年)
- 『ハーモニー・イン・ダイヴァーシティ:コンプリート・レコーディングス』 - The Complete Recordings (2018年）※The Peter Banks Musical Estate（PBME-004）[19]
- The Best Of Peter Banks's Harmony In Diversity（2021年）※The Peter Banks Musical Estate（PBME-006-CD）[20]

### その他の参加作品
- クリス・ハーウッド : 『ナイス・トゥ・ミート・ミス・クリスティーン』 - Nice to Meet Miss Christine (1970年)
- ロジャー・ラスキン・スピア : 『エレクトリック・ショックス』 - Electric Shocks (1971年) ※「Blue Baboon」「Doctor Rock」の2曲に参加
- Various Artists : 『ギター・ワークショップ 第2集』 - Guitar Workshop Volume Two (1976年) ※2曲で参加
- Various Artists : 『ウィズ・ラヴ』 - With Love (1976年) ※インドの導師メハル・バーバーの信奉者が制作したアルバムに妻シドニー・フォックスと参加して彼女の作品'All God's Morning'を演奏
- ロニー・ドネガン : Puttin' on the Style (1978年) ※ロリー・ギャラガー、エルトン・ジョン、ブライアン・メイ、リンゴ・スターらも参加
- ライオネル・リッチー : Hello (1978年) ※クレジットなしのセッション参加
- キーツ : 『キーツ』 - Keats ...Plus (1984年) ※ピーター・バーデンスらと共演。プロデューサーはアラン・パーソンズ
- Various Artists : 『テイルズ・フロム・イエスタデイ』 - Tales From Yesterday (1995年)
- Funky Monkey : Come Together People of Funk (1997年)
- Various Artists : 『アンコールズ、リジェンズ、アンド・パラドックス〜トリビュート・トゥ・ザ・ミュージック・オブ・ELP』 - Encores, Legends, and Paradox, A Tribute to the Music of ELP (1999年)
- クライヴ・ノーラン&オリヴァー・ウェイクマン : 『ジャバーウォッキー』 - Jabberwocky (1999年)
- Michelle Young : Marked for Madness (2001年)
- クライヴ・ノーラン&オリヴァー・ウェイクマン : 『バスカヴィル家の犬』 - The Hound of the Baskervilles (2002年)
- Funky Monkey : Join Us in Tomorrow (2002年)
- Various Artists : Return to the Dark Side of the Moon (2006年)
- Ant-Bee:  Electronic Church Muzik (2011年)
- dB-Infusion : Muso & Proud (2011年)
- Various Artists : 『ザ・プログ・コレクティヴ』 - The Prog Collective (2012年)
- Various Artists : 『ソングス・オブ・センチュリー - スーパートランプ・トリビュート』 - Songs of the Century: An All-Star Tribute to Supertramp (2012年)
- Various Artists : Who Are You - An All Star Tribute To The Who (2012年)
- メイベル・グリアーズ・トイショップ : The Secret (2017年)